# Upiór, który nie wraca
Upiór, który nie wraca / Upiór, który nie powraca (ros. Привидение, которое не возвращается) – radziecki czarno-biały film niemy z 1929 roku w reżyserii Abrama Rooma. Adaptacja opowiadania francuskiego pisarza-komunisty Henri Barbusse'a. Film skupia się na losach odbywającego więzienną karę rewolucjonisty, który będąc na przepustce przyłącza się do strajku zorganizowanego przez robotników.

## Fabuła
Historia działacza rewolucyjnego w Ameryce Łacińskiej, który po dziesięciu latach więzienia otrzymał urlop jednodniowy. Towarzyszący mu agent policji ma za zadanie go zabić pod pozorem ucieczki.

## Obsada
- Boris Fierdinandow
- Olga Żyzniewa
- Maksim Sztrauch